# Bombus fernaldae
Bombus fernaldae là một loài Hymenoptera trong họ Apidae. Loài này được Franklin mô tả khoa học năm 1911.